# Diores lesserti
Diores lesserti es una especie de araña del género Diores, familia Zodariidae. Fue descrita científicamente por Lawrence en 1952.
Habita en Sudáfrica.